# Nactus
Genre
Nactus est un genre de gecko de la famille des Gekkonidae.

## Répartition
Les espèces de ce genre se rencontrent en Océanie, aux Moluques et aux Mascareignes.

## Liste des espèces
Selon The Reptile Database (24 janvier 2025) :
- Nactus acutus Kraus, 2005
- Nactus aktites Zug, 2020
- Nactus amplus Zug, 2020
- Nactus arceo Zug, 2020
- Nactus arfakianus (Meyer, 1874)
- Nactus cheverti (Macleay, 1877)
- Nactus chrisaustini Zug, 2020
- Nactus coindemirensis Bullock, Arnold & Bloxam, 1985
- Nactus eboracensis (Macleay, 1877)
- Nactus erugatus Zug, 2020
- Nactus fredkrausi Zug, 2020
- Nactus galgajuga (Ingram, 1978)
- Nactus grevifer Zug, 2020
- Nactus heteronotus (Boulenger, 1885)
- Nactus intrudusus Zug, 2020
- Nactus inundatus Zug, 2020
- Nactus kamiali Zug, 2020
- Nactus kunan Fisher & Zug, 2012
- Nactus modicus Zug, 2020
- Nactus multicarinatus (Günther, 1872)
- Nactus nanus Zug, 2020
- Nactus panaeati Zug, 2020
- Nactus pelagicus (Girard, 1858)
- Nactus rainerguentheri Zug, 2020
- Nactus septentrionalis Zug, 2020
- Nactus serpensinsula (Loveridge, 1951)
- Nactus simakal Hoskin et al., 2024[3]
- Nactus soniae Arnold & Bour, 2008
- Nactus sphaerodactylodes Kraus, 2005
- Nactus undulatus (Kopstein, 1926)
- Nactus vankampeni (Brongersma, 1933)

## Publication originale
- Kluge, 1983 : Cladistic relationships among gekkonid lizards. Copeia, vol. 1983, n. 2, p. 465-475.